# کنزینگتون (فیلادلفیا)
کنزینگتون (به انگلیسی: Kensington) یک منطقهٔ مسکونی در ایالات متحده آمریکا است که در فیلادلفیا واقع شده‌است.

## ثبت ملی مکان‌های تاریخی
این منطقه مسکونی جزو فهرست ثبت ملی مکان‌های تاریخی در ایالات متحده آمریکا است.